# Velika Kladuša
Velika Kladuša – miasto w Bośni i Hercegowinie, w Federacji Bośni i Hercegowiny, w kantonie uńsko-sańskim, siedziba gminy Velika Kladuša. W 2013 roku liczyła 4520 mieszkańców, z czego większość stanowili Boszniacy. W czasie wojny w Bośni stolica Zachodniej Bośni.